# Młynarze (powiat makowski)
Młynarze – wieś sołecka w Polsce położona w województwie mazowieckim, w powiecie makowskim, w gminie Młynarze.
Miejscowość jest siedzibą władz gminy Młynarze.
Wieś szlachecka położona była w drugiej połowie XVI wieku w powiecie różańskim ziemi różańskiej. Do 1954 roku siedziba wiejskiej gminy Sieluń. W latach 1975–1998 miejscowość należała administracyjnie do województwa ostrołęckiego.
Wierni Kościoła rzymskokatolickiego należą do parafii św. Stanisława w Sieluniu.